# Orazio Silvestri

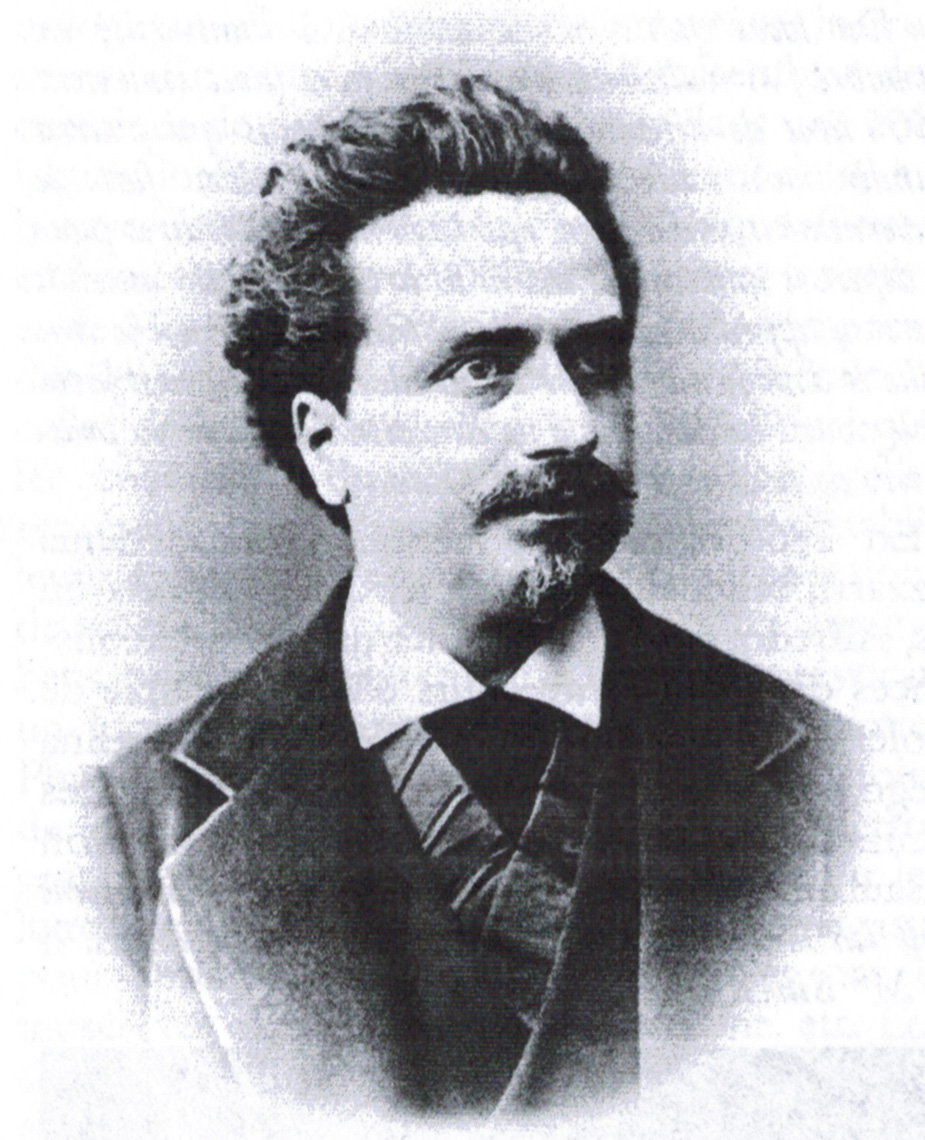
Professor Orazio Silvestri ijverde voor de erkenning van de vulkanologie aan de universiteit van Catania, nabij de Etna

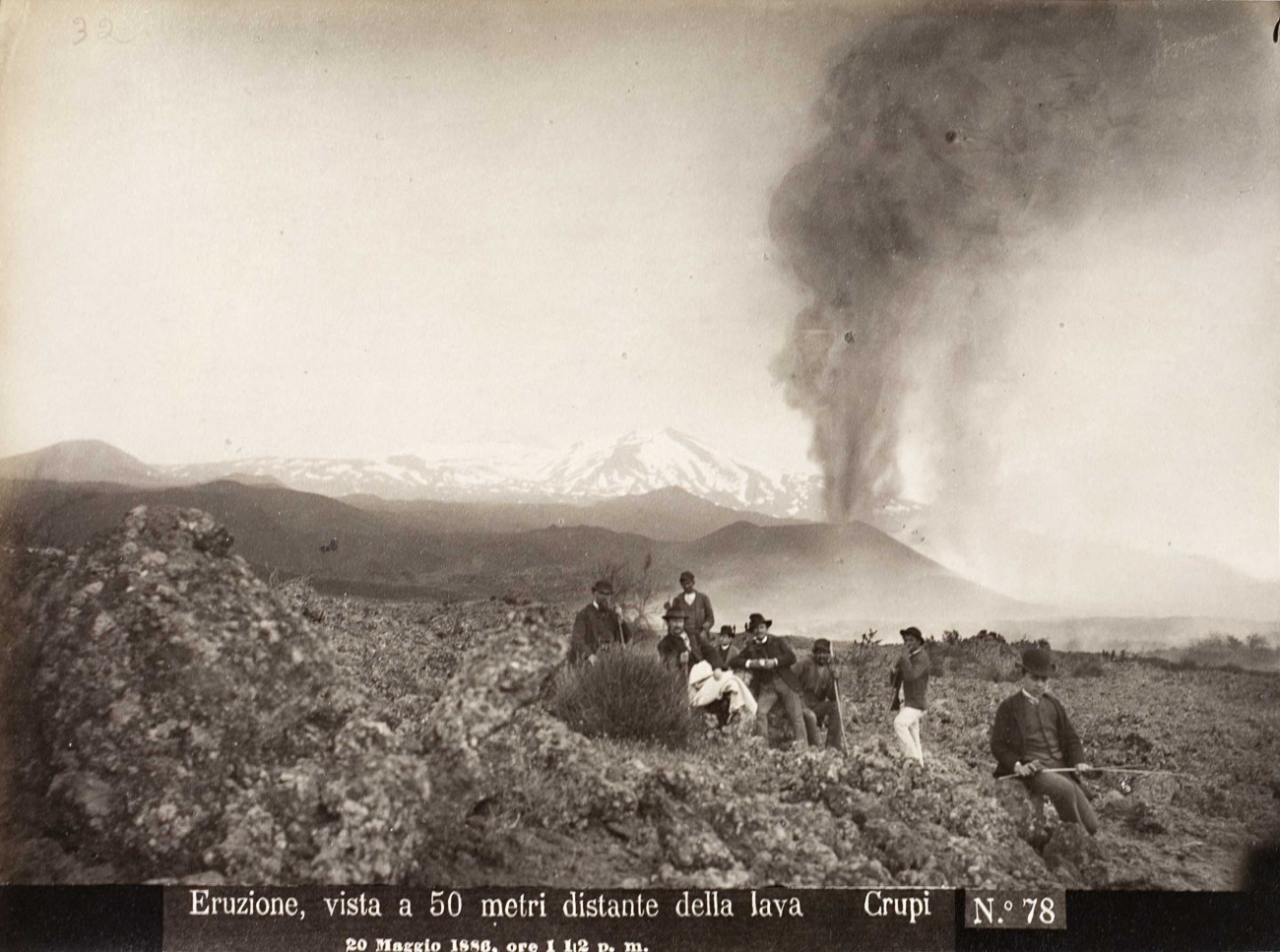
Foto uitbarsting van de Etna in 1886. Geen foto door Silvestri genomen.

Orazio Silvestri (Florence, 7 februari 1835 – Catania, 17 augustus 1890) was een hoogleraar in het koninkrijk Italië. Hij bekleedde achtereenvolgens de leerstoel algemene scheikunde aan de universiteit van Catania (1863-1874), de leerstoel industriële scheikunde aan de Polytechnische universiteit van Turijn (1874-1877) en de leerstoel geologie en mineralogie in Catania (1877-1890). 
De rode draad in zijn onderzoek was de vulkanologie. Silvestri was de ontdekker van silvestriet of siderazot Fe3N1, het enige nitridemineraal op Aarde, dat hij vond in de vulkaangrond van de Etna op Sicilië.

## Levensloop
Silvestri groeide op in het groothertogdom Toscane. Hij was een zoon van Giovanni Battista Silvestri, hoogleraar architectuur in Florence, en Giuditta Orengo, een kunstschilderes. Silvestri behaalde het diploma Letteren en Filologie aan de universiteit van Pisa (1854). Groothertog Leopold II van Toscane kende hem een gouden medaille toe omwille van schitterende studieresultaten.
Silvestri studeerde verder aan de Normaalschool van Pisa, waar hij diplomeerde als leraar wis- en natuurkunde (1856). Van 1856 tot 1862 was hij leraar scheikunde aan een middelbare school. Dan verhuisde hij naar Napels. 
Van 1862 tot 1863 was hij assistent scheikunde aan de universiteit van Napels. Zijn interesse in scheikundig onderzoek van lavasteen startte in Napels aan de Vesuvius.
Van 1863 tot 1874 was Silvestri hoogleraar algemene scheikunde aan de universiteit van Catania op Sicilië, in het eengemaakte koninkrijk Italië. Hij zette zijn vulkanologisch onderzoek verder op de Etna. Hij startte met een eigen chemielaboratorium en maakte mee dat in 1840 de universiteit de faculteit voor wiskunde, natuurkunde en natuurwetenschappen oprichtte. In 1865 barstte de Etna uit. Samen met de Franse vulkanoloog Ferdinand André Fouqué startte hij in Catania met chemische analysen van vulkaangesteente; hij startte ook met microscopisch onderzoek van mineralen.
Zijn professoraat in Catania werd onderbroken in de jaren 1874 tot 1877. Silvestri en zijn gezin woonden in Turijn, waar hij hoogleraar industriële scheikunde was aan de Polytecnico di Torino. Hij richtte er een astronomisch en meteorologisch observatorium op. Silvestri werd lid van de Italiaanse Vereniging voor Meteorologie.
Hij keerde terug naar de universiteit van Catania nadat hij een wedstrijd gewonnen had om het nieuwe leerambt geologie en mineralogie toe te kennen (1877). Dit leerambt moest de vulkanologie als discipline lanceren, niettegenstaande er bureaucratische inertie bestond om die term te gebruiken. Zijn laboratorium legde zich toe op fysicochemische geologie. Silvestri ontdekte siderazot of Fe3N1. Dit kristal bevindt zich in minuscule hoeveelheden op de lavakorst. Hij deed dit met een lavastukje uit de Etna-uitbarsting van 1874, toen hij niet in Sicilië verbleef. Deze bevinding bleef meer dan een eeuw niet bevestigd. Onderzoekers van de universiteit van Stuttgart bevestigden zijn onderzoek in de 21e eeuw; ze deden dit met een stuk lavasteen van Silvestri uit 1874 dat bewaard was in het Natural History Museum in Londen. Ze verbaasden zich erover dat Silvestri met eenvoudige 19e-eeuwse scheidingstechnieken dit uiterst zeldzaam mineraal kon detecteren. Zijn vulkanologische interesse ging verder dan mineralen in lava: zo beschreef hij ook fossielen en andere paleontologische vondsten die de Etna had uitgespuwd. De Belgische vereniging Société belge de Microscopie meende dat Silvestri’s beschrijvingen van fossielen niet gedetailleerd genoeg waren.
In 1879 en in 1883 barstte de Etna opnieuw uit. Silvestri voerde gedetailleerde observaties uit en dit geïllustreerd met een nieuwe techniek: de fotografie. Door zijn observaties van de aardkorst en seismologische data voorspelde hij dag op dag de uitbarsting van 19 mei 1886. Zijn internationale publicaties en het feit dat hij dit voorspeld had, leidden naar een officiële erkenning voor zijn werk in de vulkanologie. De regering in Rome benoemde Silvestri tot lid van de Koninklijke Commissie voor Geologie. Aangezien Silvestri blind werd aan het linker oog, werd het hem moeilijk al zijn studieresultaten te publiceren; hij stuurde wel rapporten door naar Rome. Bij de vulkaanuitbarsting van 1888 was het laboratorium van Silvestri uitgerust met nieuw materiaal voor geodynamisch onderzoek. Zijn onderzoek vond ook buiten Sicilië plaats op vulkanische eilanden in de Middellandse Zee.
Hij stierf aan een hersenbloeding in 1890. Postuum publiceerde zijn zoon Alfredo nog notities van hem.

## Eerbewijzen
- Twee jaar na zijn overlijden barstte de Etna opnieuw uit. De Club Alpino Italiano noemde twee bergtoppen die toen ontstonden naar hem (1892). Het gaat om de Monti Silvestri ten noorden van Nicolosi op Sicilië.
- Het door hem voor het eerst beschreven mineraal siderazot of Fe3N1 werd na zijn dood ook silvestriet genoemd.

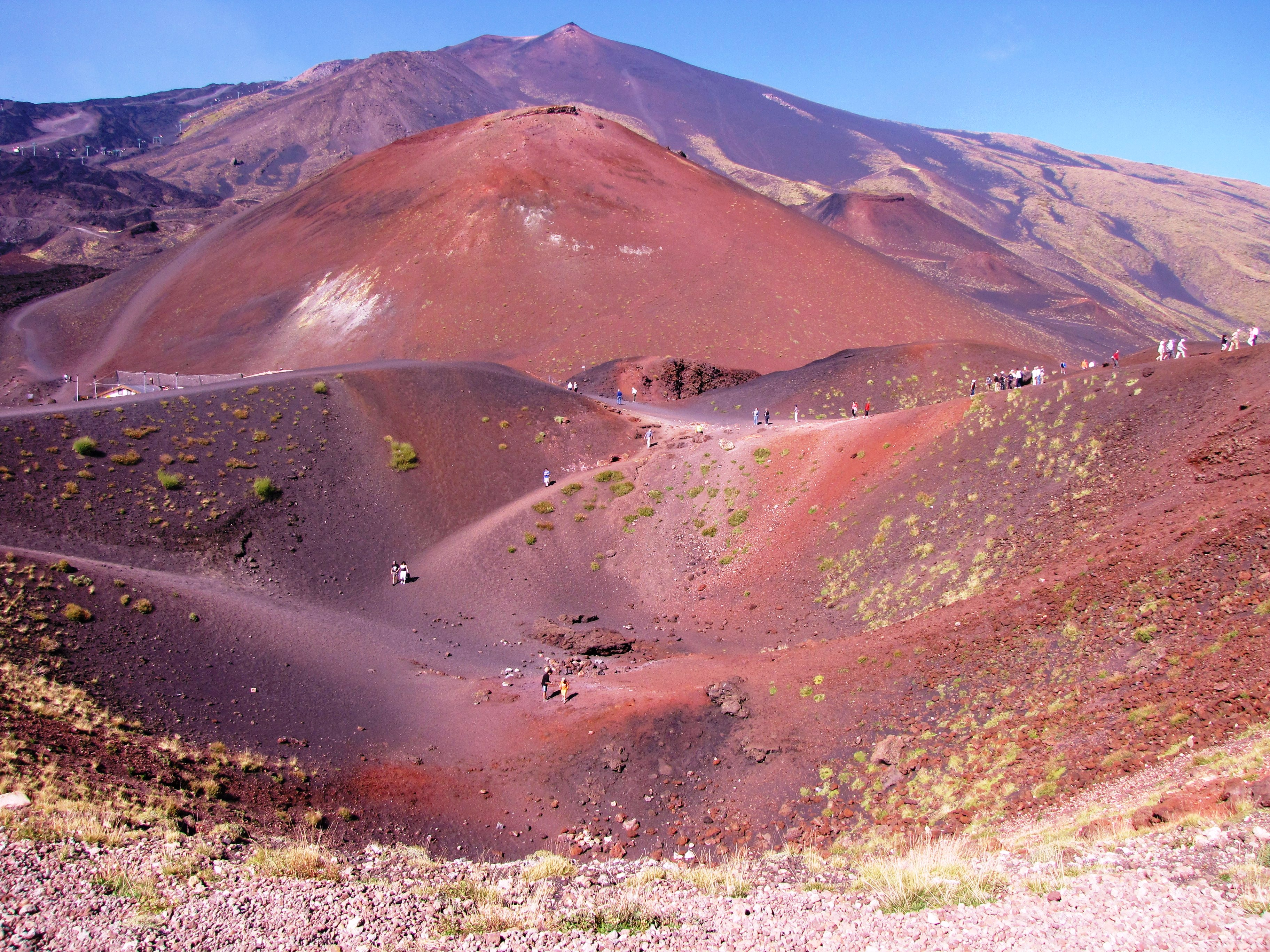
Monti Silvestri nabij Nicolosi, Sicilië

## Enkele van zijn publicaties
- I fenomeni vulcanici presentati dall'Etna nel 1863-64-65-66, considerati in rapporto alla grande eruzione del 1865. Catania, 1867
- La doppia eruzione dell’Etna scoppiata il 26 maggio 1879. Catania, 1879
- Etna: eruzione e terremoti del maggio-giugno 1879; fotografie fatte per incarico del R. governo italiano sotto la direzione del professore Orazio Silvestri. Catania, 1879
- Bibliografia generale riguardante la vulcanologia, mineralogia, geologia, paleontologia e paleoetnologia della provincia di Catania e delle isole vulcaniche adiacenti alla Sicilia / compilata dal professore Orazio Silvestri. Catania, 1881
- Sulla esplosione etnea del 22 marzo 1883 in relazione ai fenomeni vulcanici presentati dall’Etna durante il quadriennio compreso dal gennaio 1880 al decembre 1883. Catania, 1883
- Fenomeni geodinamici che precedettero, accompagnarono e seguirono l’eruzione etnea del maggio-giugno 1886. Catania, 1886
- Etna, Sicilia ed isole vulcaniche adiacenti sotto il punto di vista dei fenomeni eruttivi e geodinamici avvenuti durante l’anno 1889. Catania, 1889